# Seznam českých šlechtických rodů, G
Tento seznam obsahuje výčet šlechtických rodů, které byly v minulosti spjaty s Českým královstvím Podmínkou uvedení je držba majetku, která byla v minulosti jedním z hlavních atributů šlechty, případně, zejména u šlechty novodobé, jejich služby ve státní správě na území Českého království či podnikatelské aktivity. Platí rovněž, že u šlechty, která nedržela konkrétní nemovitý majetek, jsou uvedeny celé rody, tj. rodiny, které na daném území žily alespoň po dvě generace, nejsou tudíž zahrnuti a počítáni za domácí šlechtu jednotlivci, kteří zde vykonávali pouze určité funkce (politické, vojenské apod.) po přechodnou či krátkou dobu. Nejsou rovněž zahrnuti církevní hodnostáři z řad šlechty, kteří pocházeli ze šlechtických rodů z jiných zemí.

## G
- Gablerové z Adlersfeldu[1]
- Gallasové[2]
- Gerštorfové z Gerštorfu
- Geymüllerové[3]
- Girtlerové von Kleeborn[3]
- Glacové ze Starého Dvora[4]
- Globicové z Bučína[1]
- Goldreichové von Bronneck[3]
- Goltzové z Goltze[5]
- Gorcey-Longuyonové[3]
- Gottfriedové ze Žebnice
- z Götzu[4]
- Grambové z Grambu[6]
- Granovští z Granova[4]
- Griespekové z Griespeku (též Grysperkové z Gryspachu)
- z Gutštejna